# Борок (заповідне урочище)
Боро́к — заповідне урочище місцевого значення в Україні. Розташоване в межах Шептицького району Львівської області, на північний схід від села Борок. 
Площа 34 га. Статус надано згідно з рішенням Львівської облради від 9.10.1984 року № 495. Перебуває у віданні ДП «Радехівський лісгосп» (Сокальське лісництво, кв. 40, вид. 3; кв. 43, вид. 2). 
Статус надано з метою збереження частини лісового масиву з високопродуктивними насадженнями граба.